# Brooklyn (contea di Green, Wisconsin)
Brooklyn è un centro abitato (town) degli Stati Uniti d'America situato nella contea di Green nello Stato del Wisconsin. La popolazione era di 944 persone al censimento del 2000. La comunità incorporata di Attica si trova nella città.

## Geografia fisica
Secondo lo United States Census Bureau, ha un'area totale di 35,5 miglia quadrate (91,9 km²).

## Società

### Evoluzione demografica
Secondo il censimento del 2000, c'erano 944 persone.

### Etnie e minoranze straniere
Secondo il censimento del 2000, la composizione etnica della città era formata dal 98,31% di bianchi, lo 0,11% di afroamericani, lo 0,32% di nativi americani, lo 0,11% di asiatici, lo 0,64% di altre razze, e lo 0,53% di due o più etnie. Ispanici o latinos di qualunque razza erano lo 0,64% della popolazione.